# Distretto di Salas (Lambayeque)
Il distretto di Salas è uno dei dodici distretti della provincia di Lambayeque, in Perù. Si trova nella regione di Lambayeque e si estende su una superficie di 991,8 chilometri quadrati.

Ha per capitale la città di Salas e contava 14.035 abitanti nel censimento del 2005.